# Ghenadie Tulbea
Ghenadie Tulbea (n. 3 martie 1979, Talmaza, raionul Ștefan Vodă, Republica Moldova) este un luptător moldovean naturalizat în Monaco în 2010. A obținut două titluri europene în 2001 și 2005 și o medalie de argint la Campionatele Mondiale din 2003. A reprezentat Republica Moldova la Jocurile Olimpice de vară din 2004.  

## Legături externe
- Profil la olympedia.org
- Profil la iat.uni-leipzig.de
- en Ghenadie Tulbea la Olympedia.org